# Spilosoma sjoquista
Spilosoma sjoquista là một loài bướm đêm thuộc phân họ Arctiinae, họ Erebidae.